# Jupiter Icy Moons Explorer
JUpiter ICy moons Explorer (JUICE) är ett ESA-projekt och går ut på att skicka en sond till de tre galileiska jupitermånarna Ganymedes, Callisto och Europa. Dessa har en yta av is, och under den finns, såvitt man förstår, oceaner av flytande vatten och ett centralt klot av sten. Det är tänkbart att liv i någon form skulle kunna finnas i oceanerna.
Rymdsonden sköts upp från Franska Guyana den 14 april 2023.

## Mål
Den skall studera de tre månarnas istäckta yta på olika sätt, bestämma topografi, kemisk sammansättning m.m. och göra sonderingar av isens tjocklek och månarnas inre uppbyggnad. Även Ganymedes mycket tunna atmosfär undersöks. 
För att skydda rymdsonden från Jupiters kraftiga strålning, har man valt att inte studera månen  Io på nära håll.

## Resa
Då Ariane 5-raketen inte har kapacitet att skicka rymdsonden direkt mot Jupiter, kommer rymdsonden använda Jorden och Venus som gravitationsslungor för att nå ut till Jupiter.
Rymdsonden förväntas nå Jupiter i juli 2031. Den kommer då att flyga förbi Ganymedes och gå in i en omloppsbana kring Jupiter. Europa förväntas passeras juli 2032 och därefter passeras Callisto. Sonden förväntas sedan att gå in i en bana kring Ganymedes december 2034, för att då bli den första sond som kretsar kring en annan måne än jordens. Den förväntas sedan störta mot Ganymedes under kontrollerade former i slutet av 2035.